# Carol Scheid
Carol Scheid (31 de diciembre de 1958) es una deportista estadounidense que compitió en judo. Ganó una medalla de bronce en el Campeonato Panamericano de Judo de 1994 en la categoría de +72 kg.

## Palmarés internacional
| Campeonato Panamericano | Campeonato Panamericano   | Campeonato Panamericano | Campeonato Panamericano |
| Año                     | Lugar                     | Medalla                 | Categoría               |
| ----------------------- | ------------------------- | ----------------------- | ----------------------- |
| 1994                    | Santiago de Chile (Chile) | Medalla de bronce       | +72 kg                  |